# 百种爱国主义教育图书列表
百种爱国主义教育图书列表是中国共产党及中华人民共和国政府及相关机构於1995年文件《关于向全国中小学推荐百种爱国主义教育图书的通知》裡的書籍標題列表。
中共中央宣传部、国家教育委员会、文化部、国家新闻出版署、共青团中央五家机构曾於1995年5月22日，一同下發《关于向全国中小学推荐百种爱国主义教育图书的通知》。針對以下書籍及音像製品進行推廣。但亦強調“坚持自愿原则，防止硬性摊派和硬性搭配销售其他读物”。

## 小学组
1. 革命领袖故事 21世纪出版社(包括毛泽东的故事、刘少奇的故事、周恩来的故事、朱德的故事)
2. 宋庆龄的故事 辽宁少年儿童出版社
3. 劳动人民的好儿子雷锋 中国少年儿童出版社
4. 中国近代历史小故事(上、下) 中国少年儿童出版社
5. 中华爱国先辈故事(1—6) 少年儿童出版社
6. 中国名人画传(科学家5册) 河北少年儿童出版社
7. 有骨气的中国人 中国少年儿童出版社
8. 话说国旗·国徽·国歌 解放军出版社
9. 少先队的光辉历程 百花文艺出版社
10. 我爱五星红旗 接力出版社
11. 青春的风采 海燕出版社
12. 朗诵给祖国听——新中国爱国主义诗选 北京少年儿童出版社
13. 八一枪声 少年儿童出版社
14. 我的一家 中国工人出版社
15. 红色游击队 少年儿童出版社
16. 二万五千里长征 少年儿童出版社
17. 二千里行军 少年儿童出版社
18. 小兵张嘎 中国少年儿童出版社
19. 小武工队员 中国少年儿童出版社
20. 铁道游击队 上海文艺出版社
21. 敌后武工队 解放军文艺出版社
22. 高玉宝 解放军文艺出版社
23. 和爸爸一起坐牢的日子 少年儿童出版社
24. 三大战役 少年儿童出版社
25. 欢笑的金沙江 人民文学出版社
26. 中国自然保护区奇趣录 安徽少年儿童出版社(包括百兽乐园趣闻、森林奇观、鸟国之谜)
27. 中国古代四大发明 中国少年儿童出版社

## 初中组
1. 伟人的足迹——毛泽东的故事 中国少年儿童出版社
2. 大地的儿子——周恩来的故事 中国少年儿童出版社
3. 上下五千年(上、中、下) 少年儿童出版社
4. 中国古代爱国者的故事 上海人民出版社
5. 中国近代爱国者的故事 上海人民出版社
6. 中国现代爱国者的故事 上海人民出版社
7. 中华民族杰出人物传(2) 中国青年出版社
8. 中华民族杰出人物传(8) 中国青年出版社
9. 莫忘国耻 海燕出版社
10. 中华正气 海燕出版社
11. 神圣抗战 中国少年儿童出版社
12. 华夏向心力——华侨对祖国抗战的支援 广西师范大学出版社
13. 我们的母亲叫中国 中国少年儿童出版社
14. 八十年寻路记 中国少年儿童出版社
15. 爱国主义教育丛书(10册) 中国青年出版社（包括一百个国耻纪念日、一百位杰出爱国者、一百位杰出思想家、一百首爱国诗词、一百位体育世界冠军、一百项中华发明、一百处中国重点风景名胜区、中华腾飞的一百道难题、中国的一百种资源、一千句爱国名言）
16. 海外赤子情 西苑出版社
17. 改革开放中的祖国 中国和平出版社
18. 走向新世纪 西苑出版社
19. 历代爱国诗歌名篇鉴赏 红旗出版社
20. 毛泽东诗词选 人民文学出版社
21. 革命烈士诗抄 中国青年出版社
22. 革命烈士诗抄续编 中国青年出版社
23. 爱国诗歌一百首 少年儿童出版社
24. 祖国，我永远属于你——新中国爱国主义诗选 广西师范大学出版社
25. 把一切献给党 中国工人出版社
26. 可爱的中国 人民文学出版社
27. 红旗谱 中国青年出版社
28. 地球的红飘带 人民文学出版社
29. 平原枪声 人民文学出版社
30. 烈火金钢 中国青年出版社
31. 苦菜花 解放军文艺出版社
32. 新儿女英雄传 人民文学出版社
33. 紅日 中国青年出版社
34. 红岩 中国青年出版社
35. 林海雪原 人民文学出版社
36. 谁是最可爱的人 人民文学出版社
37. 抗美援朝战争回忆 解放军文艺出版社
38. 中国的一百个世界第一 辽宁少年儿童出版社
39. 中国古代科技成就(修订版) 中国青年出版社
40. 明天的科学 少年儿童出版社
41. 科技兴神州 西苑出版社
42. 中国名山揽胜 江苏教育出版社

## 高中组
1. 中国出了个毛泽东 解放军出版社
2. 周恩来传(1898—1949) 人民出版社/中央文献出版社
3. 我的父亲邓小平(上) 中央文献出版社
4. 中国通史故事(上、中、下) 中国少年儿童出版社
5. 历史与我的选择 杭州大学出版社
6. 中国的道路——从毛泽东到邓小平 广东高等教育出版社
7. 深圳的斯芬克斯之谜 海天出版社
8. 中山魂 华文出版社
9. 记住这段历史 四川人民出版社
10. 共产党抗战英杰 解放军出版社
11. 侵华日军暴行录 解放军出版社
12. 香港的昨天·今天·明天 陕西人民教育出版社
13. 中华文化在海外的传播 辽宁教育出版社
14. 外国人的中国观 辽宁教育出版社
15. 外国人看中国 中国少年儿童出版社
16. 新世纪的华夏卫士 江苏少年儿童出版社
17. 爱国主义文粹 辽宁教育出版社
18. 理想情操之歌——革命英烈诗文选 湖北少年儿童出版社
19. 浩然正气 人民出版社
20. 延河儿女——当年延安的中学生们 中国青年出版社
21. 青年英杰 希望出版社
22. 奋斗——科学家的成才之路 科普出版社
23. 呐喊 人民文学出版社
24. 青春之歌 北京出版社
25. 野火春风斗古城 人民文学出版社
26. 四世同堂 北京出版社
27. 保卫延安 人民文学出版社
28. 暴风骤雨 人民文学出版社
29. 人口·资源·环境——中国面临的三大问题 21世纪出版社
30. 推动世界的力量 中国大百科全书出版社
31. 科学发现纵横谈 上海人民出版社